# Agent 327
Agent 327, är en nederländsk humoristisk agentserie av Martin Lodewijk. Huvudpersonen är Otto Otto Gärning som är agent 327 vid den nederländska säkerhetstjänsten. Det första albumet på nederländska gavs ut 1968. Totalt har nitton album givits ut, och de fyra första finns översatta till svenska.
Albumet Dossier Minimium Bug är enligt Guinness rekordbok världens minsta seriealbum, med storleken 2,6 x 3,7 cm.

## Utgivning i urval[1]
- 1985 – 1. Häxornas ring
- 1985 – 2. Söndagsbarn
- 1986 – 3. Sjusovaren
- 1986 – 4. Röstmaskinen

## Källhänvisningar
1. 1 2  "Agent 327". Seriesam.com. Läst 1 februari 2015.